# Tracy Nelson (attrice)
Tracy Kristin Nelson (Santa Monica, 25 ottobre 1963) è un'attrice statunitense, nota soprattutto per il ruolo di Sorella Steve nel telefilm Le inchieste di Padre Dowling.

## Biografia
Nata in California, proviene da una famiglia che lavora nel mondo dello spettacolo, infatti è figlia del cantante Ricky Nelson e dell'attrice Kristin Nelson, ha due fratelli gemelli, Matthew e Gunnar Nelson, membri del duo rock Nelson, inoltre è nipote dell'attore Mark Harmon, fratello della madre.
Debutta a soli cinque anni con un piccolo ruolo nel film Appuntamento sotto il letto (1968). Partecipa a diverse produzioni televisive come alcuni episodi di A cuore aperto e Casa Keaton. Nel 1984 recita nel film Maria's Lovers di Andrei Konchalovsky, mentre nel 1986 recita al fianco di Nick Nolte e Bette Midler in Su e giù per Beverly Hills.
Acquista notorietà grazie al ruolo di Sorella Stephanie 'Steve' Oskowski nel telefilm Le inchieste di Padre Dowling, serie andata in onda dal 1987 al 1991, dove lavora al fianco di Tom Bosley (con cui aveva recitato da bambina nel già citato Appuntamento sotto il letto). Terminata la serie, lavora nuovamente in ambito televisivo apparendo in quattro episodi di Melrose Place, nel ruolo di Meredith Parker, e nelle serie televisive La tata, Un detective in corsia, Il tocco di un angelo e Settimo cielo.
Nel 1987 sposa l'attore William R. Moses, ma ad un mese dalle nozze le viene diagnosticato un linfoma di Hodgkin. Dopo una lunga battaglia riesce a sconfiggere il tumore. La coppia, che ha divorziato nel 1997, ha una figlia, Remington Elizabeth. In seguito l'attrice ha avuto un figlio, Elijah, dal compagno Chris Clark.

## Filmografia parziale

### Cinema
- Appuntamento sotto il letto (Yours, Mine and Ours), regia di Melville Shavelson (1968)
- Maria's Lovers, regia di Andrej Končalovskij (1984)
- Su e giù per Beverly Hills (Down and Out in Beverly Hills), regia di Paul Mazursky (1986)
- La rivale (The Rival), regia di Douglas Jackson (2006)

### Televisione
- Casa Keaton (Family Ties) – serie TV, 2 episodi (1984-1985)
- Love Boat (The Love Boat) – serie TV, 1 episodio (1985)
- Le inchieste di Padre Dowling (Father Dowling Mysteries) – serie TV, 42 episodi (1989-1991)
- Matlock – serie TV, 1 episodio (1994)
- Una mamma per Jesse (No Child of Mine), regia di Michael Katleman – film TV (1994)
- Ray Alexander: A Taste for Justice, regia di Gary Nelson – film TV (1994)
- Melrose Place – serie TV, 4 episodi (1994-1995)
- La tata (The Nanny) – serie TV, episodio 2x25 (1995)
- Will & Grace – serie TV, episodio 4x22 (2002)
- Alibi per una notte (A Killer Upstairs), regia di Douglas Jackson – film TV (2005)
- Mai fidarsi di quel ragazzo (The Wrong Friend), regia di David DeCoteau – film TV (2018)